# Cladiella laciniosa
Cladiella laciniosa is een zachte koraalsoort uit de familie Alcyoniidae. De koraalsoort komt uit het geslacht Cladiella. Cladiella laciniosa werd in 1944 voor het eerst wetenschappelijk beschreven door Tixier-Durivault. 